# La casa (film 1981)
La casa (The Evil Dead) è un film horror del 1981 scritto e diretto da Sam Raimi.
Tratto dal cortometraggio Within the Woods, realizzato sempre da Raimi nel 1978 con lo scopo di attirare finanziatori per il film vero e proprio, è il primo lungometraggio della saga La casa narra la storia di cinque ragazzi che vanno a trascorrere un fine settimana in uno chalet di montagna. La loro vacanza diventa un incubo quando trovano e ascoltano un nastro magnetico con incise le parole del libro dei morti, un antico testo sumero che libera un demone maligno. Ne nascerà un bagno di sangue, e solo Ash riuscirà a resistere fino all’alba.
Prodotto nell’arco di tre anni con un budget di soli 375.000 dollari da Robert Tapert, dal protagonista e dal regista grazie ai finanziamenti di parenti, amici, e di piccoli investitori che erano rimasti colpiti dal cortometraggio pilota, a causa del contenuto controverso, il film ottenne critiche contrastanti alla sua uscita nei cinema. Inizialmente, in America ebbe un successo moderato, dove nel 1983 incassò circa $ 2.400.000, mentre i risultati furono molto più consistenti sui mercati internazionali tra cui l’Italia, dove riuscì a piazzarsi in 54ª posizione nella classifica degli incassi della stagione cinematografica 1984-85. Nel corso degli anni, La casa venne rivalutato dai critici di tutto il mondo e considerato un classico del genere horror, diventando un vero cult movie, e soprattutto in patria, grazie alle varie ri-distribuzioni e al sempre più crescente mercato dell’home video, anche un grande successo commerciale. Il film, inoltre, servì a lanciare Sam Raimi come regista, e nel tempo anche l’attore Bruce Campbell, che nel ruolo di Ash Williams divenne una ‘star’ del genere.
Da La casa nacque un franchise ultra-quarantennale, dove inizialmente vennero prodotti due sequel sempre diretti da Raimi, interpretati da Campbell e prodotti da Tapert: La casa 2 (1987) e L'armata delle tenebre (1992). Questi film, rispetto al primo, hanno avuto a disposizione budget più consistenti e distribuzioni rapide e capillari, soprattutto il terzo, finanziato e distribuito dalla Universal Pictures e dal produttore italiano Dino De Laurentis, che vede Ash lottare contro i demoni in epoca medioevale dopo avere intrapreso un viaggio nel tempo. Con i due sequel, il personaggio di Ash Williams, grazie al carisma di Bruce Campbell, si è evoluto da ragazzo timido e impacciato in una specie di eroe d’azione condito di comicità smargiassa e spaccona, diventando di culto a livello mondiale, tanto che la rivista Empire nel 2008 ha posizionato Ash al 24º posto nella lista dei più grandi personaggi della storia del cinema e nel 2013 lo ha nominato il più grande personaggio horror di sempre. Nel corso degli anni inoltre è stato dedicato ad Ash un cospicuo merchandising (video-games, fumetti, modellini e gadget).
Nel 2013 Raimi, Tapert e Campbell hanno prodotto un remake del film originale rivelatosi al box office il più grande successo del franchise: La Casa, diretto dall’esordiente Fede Alvarez, con la giovane Jane Levy come protagonista. La storia della trilogia classica è invece proseguita, ancora con Bruce Campbell nel ruolo di Ash Williams, con una serie televisiva intitolata Ash vs Evil Dead, creata da Raimi (che ha anche diretto l’episodio pilota) e andata in onda per tre stagioni, dal 2015 al 2018, sul canale americano Starz. Nel 2023 è uscito nelle sale un quinto film, con protagonisti due personaggi femminili e senza la presenza di Ash, che è a tutti gli effetti un reboot della saga: La casa - Il risveglio del male, diretto da Lee Cronin, sempre con Tapert, Raimi e Campbell coinvolti nella produzione.
Alla fine degli anni '80, la società cinematografica italiana Filmirage, realizzò tre film apocrifi che per il mercato locale spacciavano nominalmente questi titoli come seguiti o rifacimenti della pellicola di Raimi, ma che non avevano niente a che fare con il film originale.

## Trama
Cinque ragazzi, Ash, Scott, Cheryl, Linda e Shelly, si stanno recando in uno chalet di montagna per trascorrere un week-end tra amici. Il primo ad entrare è Scott, che trova la chiave sullo stipite della porta d'ingresso, mentre gli altri quattro scaricano i bagagli dall'auto. Al tramonto cominciano a manifestarsi i primi avvenimenti soprannaturali: Cheryl, mentre sta disegnando un orologio a pendolo appeso alla parete, viene posseduta da una forza oscura che la costringe a calcare sul foglio la sagoma di un libro dal "volto" malefico.
Poco dopo, mentre stanno cenando, si spalanca stranamente la botola della cantina da solo. Decisi a saperne di più, Scott scende per controllare insieme ad Ash. I due trovano un vecchio registratore a nastro, uno strano libro (lo stesso del disegno di Cheryl) e un antico pugnale dalle fattezze sinistre e ripugnanti. Sul nastro è incisa la voce di un uomo, un archeologo, che afferma di aver fatto una scoperta tra le antiche rovine del castello di Kandar. Ha infatti ritrovato il Necronomicon Ex-Mortis, il libro dei morti, che consente di riportare in vita spiriti, demoni e morti viventi. Il professore ha pronunciato e registrato una formula contenuta nel libro sul nastro. Inavvertitamente, i ragazzi lasciano che la registrazione faccia risuonare nuovamente l'incantesimo, e questo risveglia a loro insaputa il malvagio Demone Kandariano (l'"Evil Dead" del titolo originale del film), una misteriosa e infernale presenza che aggira nei boschi.
Cheryl vorrebbe spegnere il nastro e reagisce istericamente quando Scott continua a lasciarlo riprodurre. Con un tranello, il demone la attira all'esterno, dove viene aggredita e stuprata dalle radici degli alberi che circondano la casa. Ritornata dentro, la ragazza decide di andarsene e vuole farsi accompagnare in città da Ash. I due partono, ma poi scoprono che il ponte che collega la strada è stato divelto in maniera bizzarra. Al loro rientro, Cheryl si rivela posseduta dallo spirito: gli occhi diventano completamente bianchi (senza pupille e iridi) e la pelle grigia. Dopo una cruenta lotta, i ragazzi rinchiudono la ragazza in cantina. Non passa molto, però, che anche Shelly viene posseduta dal demone, ma viene colpita col pugnale Kandariano e subito fatta a pezzi da Scott.
Questi, deciso ad andarsene, parte alla ricerca di un sentiero alternativo, su per la montagna. Intanto anche Linda viene posseduta e, mentre Ash scappa, si ritrova davanti Scott, gravemente ferito dagli alberi posseduti. Ash tira un sospiro di sollievo quando Linda rinsavisce, poi sente la voce di Cheryl provenire dalla botola che dice di stare bene e chiede che le venga aperto il lucchetto. Non appena il ragazzo si avvicina per liberarla, entrambe si rivelano possedute di nuovo. Ash trascina Linda fuori di casa e, rientrando, scopre che Scott è morto. Ella rientra in casa e ferisce il ragazzo, ma viene uccisa e poi seppellita. Quest'ultimo si vede costretto a decapitarla con un colpo di badile quando questa resuscita per attaccarlo nuovamente, mentre nella casa Cheryl riesce a scardinare la botola e a fuggire. Ash, rimasto solo, si ritrova ad affrontare quest'ultima e un resuscitato Scott, entrambi posseduti. Dopo una lunga lotta finale contro i due ex amici, gli viene in mente l'idea di gettare il Naturon Demonto nel fuoco: non appena butta il libro tra le fiamme, i mostri iniziano a decomporsi, fino a consumarsi del tutto in modo cruento. Ash può finalmente uscire dalla casa e vedere sorgere il sole, forse per l'ultima volta, prima di essere raggiunto e aggredito alle spalle dal demone.

## Produzione
La casa fu prodotto nell’arco di tre anni, dal 1979 al 1981, con un budget di soli 375 000 dollari, ottenuti dalla neonata Renaissance Pictures di Tapert, Campbell e Raimi, grazie ad un gruppo di investitori privati dell’area di Detroit (la città natale dei tre cineasti), che finanziarono il film dopo aver visto il cortometraggio Within the Woods, scritto e girato dal regista nel 1978 con protagonisti quelli che sarebbero stati i due futuri interpreti principali del film, Bruce Campbell ed Ellen Sandweiss. Il corto, una sorta di versione pilota di quello che sarà il lungometraggio e che in un certo senso funge da prologo alla saga, era stato prodotto proprio con l’intento di attirare finanziamenti. La casa, venne girato in Tennessee per questioni climatiche, ma per sfortuna della produzione, durante le riprese si registrò uno degli inverni più rigidi che questo stato avesse mai avuto. Il cast e la troupe erano composti da giovanissimi alla prime armi, all’epoca delle riprese Raimi aveva solamente 20 anni e Campbell 21. Alla lunga fase di post-produzione del film, iniziata a Detroit nel febbraio 1980 e terminata a New York nell’ottobre 1981, lavorò anche Joel Coen come assistente al montaggio.

### Riprese
Il grosso del film fu girato in circa tre mesi (dal novembre 1979 al gennaio 1980) con una piccola troupe composta da una decina di elementi. La maggior parte degli effetti speciali e delle tecniche di ripresa furono improvvisati sul set e realizzati con mezzi di fortuna. Raimi si servì per alcune sequenze della shakeycam, una sorta di steadicam di sua invenzione montata su un supporto mobile, che permetteva l'effetto tremolante della macchina da presa e che venne principalmente utilizzata per le riprese in soggettiva del demone che insegue i ragazzi nel bosco, inoltre, per creare il liquido biancastro che usciva dalle lacerazioni dei posseduti, Raimi usò del latte diluito. Nelle ultime settimane di riprese, a causa dei ritardi e della mancanza di denaro, quasi tutti i membri della troupe lasciarono il film compreso il direttore della fotografia Tim Philo, che venne sostituito dal futuro regista Josh Becker.
Lo chalet in cui è ambientato il film era un'abitazione abbandonata in un bosco nei pressi di Morristown, in Tennessee, e venne distrutta da un incendio poco dopo le riprese. Lo chalet non aveva nessuna botola, quindi le sequenze con l'ingresso del seminterrato furono girate durante la post-produzione, nella casa di campagna del produttore Robert Tapert vicino a Detroit. Stessa cosa per le scene ambientate in cantina, che sono state realizzate dentro la vera cantina di casa Raimi o per la sequenza composta da effetti speciali ottici in cui i ragazzi posseduti dal demone si decompongono, girata nello studio del tecnico Burt Pierce. Queste brevi fasi di riprese addizionali, comunque importanti nell'economia narrativa del film, furono realizzate in un paio di settimane sparse tra la primavera e l'estate del 1980, e dato che alcuni degli interpreti non erano più disponibili, al loro posto vennero filmate diverse controfigure, tra cui il futuro sceneggiatore del sequel Scott Spiegel, e il fratello minore di Raimi, Ted, che qualche anno più tardi avrebbe intrapreso la carriera di attore recitando anche in altri capitoli del franchise. La macchina di Ash, è in realtà, la vecchia automobile di Raimi, da lui considerata come un portafortuna, tanto che è presente in quasi tutte le produzioni della saga e in tutti i suoi film, compresa la trilogia di Spider-Man.
A causa del budget ridotto, gli altri interpreti erano amici di Raimi e Campbell, come Ellen Sandweiss (già protagonista del cortometraggio-pilota) e Theresa Tilly, o attori sconosciuti residenti nell’area di Detroit (Richard DeManicor e Betsy Baker). 
L’insolito freddo dell’inverno 1979/80 in Tennessee, unito alle ristrettezze economiche e a vari problemi di inesperienza produttiva, ha creato pesanti disagi e ritardi alla produzione, e i più colpiti da questa serie di problematiche furono proprio gli attori, soprattutto Campbell e la Sandweiss, che stando in scena più degli altri recitavano per lunghi periodi in condizioni estreme, anche per colpa dei trucchi speciali costantemente applicati ai loro corpi e dei traumi fisici derivati dalle scene con cadute, corse e lotte. Una delle sequenze più impegnative da girare fu comunque quella piuttosto statica in cui si vedono i ragazzi ascoltare il nastro dello studioso: ci vollero diversi giorni di riprese, perché gli interpreti, forse a causa della loro inesperienza non riuscivano a rimanere seri. La Tilly e DeManicor, che non credevano molto nell’esito felice che in seguito avrebbe avuto il film, scelsero di farsi accreditare nei titoli con gli pseudonimi di Sarah York e di Hal Delrich. Tra i protagonisti, l’unico a diventare famoso è stato Bruce Campbell (oltre ad essere coinvolto nella produzione), e grazie a questo film e ai vari seguiti diventerà una vera e propria star del cinema horror. Nella prima scena, compaiono brevemente anche Raimi e Tapert, nel ruolo di due pescatori che sul ciglio della strada salutano i ragazzi mentre sfrecciano in macchina.

## Promozione
Il film, terminato dopo tre anni di lavorazione, viene presentato in anteprima a Detroit, la città natale del regista e dei suoi partner, il 15 ottobre 1981 con il titolo Book of the Dead, generando grande entusiasmo a livello locale. Subito dopo viene proposto per la distribuzione ad alcuni studios importanti, ma solo l'anziano produttore/distributore di B-Movies, Irvin Shapiro, decide di aiutare Raimi, Tapert e Campbell vendendo la pellicola all'estero. Shapiro, convince i tre giovani ad apportare alcune piccole modifiche al montaggio e a cambiare il titolo del film in The Evil Dead, poi lo fa proiettare all’American Film Market di Los Angeles nel marzo dell’82, ottenendo scarso interesse, e nel maggio dello stesso anno al mercato del festival di Cannes, dove grazie ad una recensione favorevole di Stephen King, La casa sarà venduto ad una società di distribuzione inglese, la Palace Pictures, che nel gennaio dell’83 lancerà con successo il film sul mercato britannico, questo spingerà la New Line Cinema a distribuire La casa nelle sale cinematografiche USA.
In una delle più diffuse locandine del film, si vede una ragazza che grida rivolta al cielo mentre un arto demoniaco le afferra la gola, tuttavia, questa scena non appare nella pellicola. La locandina italiana mostra invece una grande casa a più piani simile alla famosa abitazione di Norman Bates in Psyco (conosciutissimo film del 1960 diretto da Alfred Hitchcock), quando in realtà la casa del film è uno chalet in legno ad un piano solo e con poche stanze.
"Sembra una casa normale, da fuori..." è la tagline usata in Italia per promuovere il film.

## Distribuzione
Nel maggio del 1982, La casa viene proiettato al mercato del festival di Cannes. Lo scrittore Stephen King è presente in sala e ne scrive una recensione entusiastica che spinge la società inglese Palace Pictures a comprare il film per il mercato britannico, e dopo averlo fatto partecipare ai festival di Edimburgo, Londra e Glasgow, la compagnia lo distribuisce nel gennaio del 1983 in simultanea al cinema e in videocassetta per tutto il Regno Unito. 
Gli incassi delle sale sono moderati, in 22 cinema per i primi 17 giorni di programmazione il film realizza un profitto netto di 100.655 sterline, ma i guadagni dal mercato home video (con 50.000 videocassette vendute) superano ogni aspettativa, facendo diventare l’esordio di Raimi un successo tale che batte nelle classifiche delle vendite anche Shining di Stanley Kubrick. 
Il successo britannico convince la New Line Cinema a distribuire La casa in USA, inizialmente con qualche proiezione preview a New York e Detroit, e facendo anche partecipare la pellicola al Filmex Festival di Los Angeles, per poi lanciarla nelle sale cinematografiche il 15 aprile 1983. Dopo la partenza nelle prime due settimane in 54 cinema, il film arriva a essere proiettato in più di 120 schermi incassando circa 2.400.000 dollari, non un grande risultato ma comunque un successo visto gli esigui costi da recuperare su un budget di produzione così basso e un lancio pubblicitario moderato.
Dall'estate del 1983, La casa sarà distribuito in diversi paesi stranieri con risultati al box office di gran lunga superiori a quelli delle sale nordamericane: il film è accolto favorevolmente in Francia e in Germania, ed è un vero successo in Spagna, Turchia, Giappone (classificandosi al ventesimo posto degli incassi nella stagione cinematografica 1985) e anche in Italia, dove viene distribuito nelle sale a partire dal mese di agosto del 1984 incassando più di 1.500.000.000 di lire. Con gli introiti generati in Nordamerica e soprattutto dal mercato estero, il film, già alla fine degli anni '80 guadagnerà un profitto netto di circa 5 volte il suo costo iniziale, che nel corso del decennio successivo salirà fino a 27,7 volte, ma il grande risultato economico si svilupperà in un tempo ancora più lungo, a cominciare dai primi anni 2000, grazie al mercato dell'home video, al merchandising e alle varie ri-distribuzioni nelle sale. Questi continui sfruttamenti, oltre a portare grandi profitti ai produttori, avranno soprattutto il merito di mantenere il film in una perenne fase di distribuzione e di farlo scoprire a nuove generazioni di critici e appassionati, diventando così un cult movie in tutto il mondo.

### Date di uscita
Le uscite cinematografiche più importanti del film nel corso degli anni sono state:
- 17 gennaio 1983 nel Regno Unito
- 10 febbraio 1983 nei Paesi Bassi
- 15 aprile 1983 negli Stati Uniti[6]
- 15 maggio 1983 in Corea del Sud
- 26 maggio 1983 in Canada
- 23 giugno 1983 in Australia
- 24 agosto 1983 in Francia
- 29 settembre 1983 a Hong Kong
- 21 dicembre 1983 in Spagna
- 10 febbraio 1984 in Germania Ovest
- 3 marzo 1984 in Taiwan
- 1 aprile 1984 in Turchia
- 17 agosto 1984 in Italia[7]
- 22 settembre 1984 in Repubblica delle Filippine
- 23 gennaio 1985 in Giappone
- 16 maggio 1985 in Messico
- 24 ottobre 1985 in Argentina
- 25 maggio 1989 in Brasile
- 26 gennaio 1990 in Turchia (riedizione)
- 14 gennaio 1993 in Germania
- 1 dicembre 2002 nel Regno Unito (riedizione)
- 8 febbraio 2003 in Giappone (riedizione)
- 17 aprile 2003 nei Paesi Bassi (riedizione)
- 7 maggio 2003 in Francia (riedizione)
- 14 maggio 2003 in Spagna (riedizione)
- 25 luglio 2003 in Finlandia
- 30 gennaio 2004 in Danimarca
- 1 febbraio 2007 in Spagna (riedizione)
- 8 gennaio 2010 negli Stati Uniti (riedizione)
- 26 aprile 2013 nel Regno Unito (riedizione)
- 17 gennaio 2014 negli Stati Uniti (riedizione)
- 3 febbraio 2017 negli Stati Uniti (riedizione)
- 23 ottobre 2018 in Svezia
- 25 ottobre 2018 in Argentina (riedizione)
- 26 ottobre 2018 nel Regno Unito (riedizione)
- 26 ottobre 2018 in Messico (riedizione)
- 30 ottobre 2018 in Germania (riedizione)
- 31 ottobre 2018 in Emirati Arabi Uniti
- 31 ottobre 2018 in Danimarca (riedizione)
- 31 ottobre 2018 in Finlandia (riedizione)
- 13 giugno 2020 negli Stati Uniti (riedizione)
- 14 gennaio 2021 in Australia (riedizione)
- 7 ottobre 2021 negli Stati Uniti (riedizione)

## Colonna sonora
La colonna sonora è stata composta ed eseguita da Joseph LoDuca ed è stata pubblicata nel 1984 da Varèse Sarabande in un'edizione costituita da 19 tracce (circa 36 minuti di musica) che però non seguono l'ordine cronologico.

### Tracce
1. Introduction – 0:47
2. Eye Games / Charm – 2:23
3. Bridge Out – 1:51
4. Rape Of The Vines – 2:13
5. Ascent/Inflection – 1:56
6. Automatic Writing – 0:34
7. Skin – 0:53
8. Give Her The Ax – 0:53
9. Love Never Dies – 2:41
10. Kandanian Dagger/Book Burning – 4:53
11. Dawn Of The Evil Dead – 2:45
12. Not The Shower Curtain – 1:47
13. Check On You – 0:21
14. Pencil It In – 1:53
15. Get The Lantern/Book Of The Dead – 2:35
16. Dawn/Incantation – 2:31
17. Shotgun – 2:02
18. Games – 1:41
19. The Cabin/Wounded Melody – 1:11

## Sequel e opere derivate
Con il successo inaspettato del film, Sam Raimi, Robert Tapert e Bruce Campbell, insieme al loro distributore estero Irvin Shapiro, pensarono subito a un sequel. Il regista maturò l’idea già sul set dell’originale e nel 1984 scrisse insieme a suo fratello Ivan e a Sheldon Lettich, un copione intitolato Evil Dead II: Evil Dead and the Army of Darkness, in cui Ash, l’unico dei cinque ragazzi scampato al massacro del film precedente, finiva indietro nel tempo per combattere il demone del libro dei morti in epoca medievale. Raimi e soci proposero la sceneggiatura a diversi studi importanti come Universal e Fox, che rifiutarono principalmente perché il grosso della pellicola sarebbe stata ambientata nel 1300 in Europa, ma anche per colpa del secondo film del regista, I due criminali più pazzi del mondo, che uscito nella primavera dell’85 aveva avuto un esito disastroso. L’unico ad essere interessato a finanziare e distribuire questo sequel era il produttore italiano Dino De Laurentiis, che comunque non se la sentì di stanziare il budget da 4.000.000 di dollari richiesto da Raimi e i suoi partner, così il regista accantonò lo script, che in futuro sarebbe comunque servito da base per il terzo episodio, e scrisse una nuova sceneggiatura insieme all’amico d’infanzia Scott Spiegel, con una trama molto simile a quella del film originale, quasi da esserne un remake oltre che un sequel (Ash è ancora nello chalet ad affrontare i demoni, ma questa volta perde la mano destra sostituendola con una motosega). Nel nuovo copione, la parte medievale fu fortemente ridimensionata, arrivando a esserci solo alla fine, e in generale, il tono narrativo del film fu sviluppato in una chiave più grottesca ma meno cupa rispetto al prototipo, con venature umoristiche tanto da rasentare lo stile di un “cartoon”, o di un film demenziale alla I tre marmittoni. De Laurentiis, alla fine stanziò un budget da 3.600.000 dollari (quasi 10 volte quello del capitolo precedente) e nel 1986, in Nord Carolina, nelle stesse location dove poco tempo prima Steven Spielberg aveva girato Il colore viola, si svolsero le riprese de La casa 2 (Evil Dead II). Con questo secondo capitolo, distribuito nel marzo dell’87, il virtuosismo tecnico del regista raggiunse vette altissime, e Bruce Campbell, interpretando Ash Williams per la seconda volta migliorò la caratterizzazione del personaggio rendendolo una vera icona cult. Il film, fin dalla sua uscita nelle sale, fu molto amato dalla critica, e anche oggi è considerato da molti il miglior episodio della saga, mentre a livello economico si comportò come il suo predecessore: un successo moderato in patria, e grandi incassi dal mercato estero.
All’inizio degli anni 90', Sam Raimi e Robert Tapert, appena reduci dal successo di Darkman, realizzarono il terzo capitolo della saga, sempre con Bruce Campbell come protagonista e coproduttore. Basandosi sullo script inutilizzato della prima metà degli anni 80', il regista scrisse la sceneggiatura insieme al fratello maggiore Ivan Raimi, incentrando tutto il copione sulle spalle del protagonista con l’obbiettivo di lanciare Campbell come star del cinema d’azione tanto in voga in quel periodo, e soprattutto con l’intento di raggiungere un pubblico più vasto virando la trama nel genere fantasy: Ash Williams, dopo un viaggio nel tempo, si ritrova in un medioevo da tregenda a combattere un esercito di scheletri capitanati dal suo “doppio malvagio”. Finanziato e distribuito dalla Universal Pictures, con Dino De Laurentis come produttore esecutivo, grazie ad un budget di $ 13.000.000, nella primavera del 1991 intorno all’area desertica di Los Angeles, cominciarono le riprese de L'armata delle tenebre (Army of Darkness), il capitolo più ambizioso della saga. Raimi, firma un film demenziale e d'avventura più che un vero horror, un gioiello cinefilo pieno di omaggi a molte pellicole di questo genere (dagli scheletri di Ray Harryhausen, fino a Mad Max e a Indiana Jones), molto lontano dall'estetica di una produzione hollywoodiana dell’epoca, e tutto al servizio di Campbell, che dà il meglio di sé come attore, mimica e presenza scenica, interpretando addirittura due ruoli: Ash e il suo clone malvagio “Evil” Ash. Apprezzato dai critici di tutto il mondo, il film non ha avuto però lo stesso successo di pubblico dei due capitoli precedenti: colpa dei vari cambiamenti (titolo, trama, ambientatazione e genere di riferimento), dei costi elevati (Campbell, Raimi e Tapert sacrificano 1.000.000 di dollari in tre dai rispettivi salari per aumentarne il budget), di un contenzioso tra De Laurentiis e la Universal che ne posticipa la distribuzione (pronto nell'estate del 1992, uscirà nelle sale solo nel febbraio del 93), e manomissioni varie da parte dello studio (ne viene rigirato il finale perché considerato troppo cupo ed esistono addirittura quattro versioni del film). La pellicola, alla sua uscita riesce a malapena a recuperare i costi con gli incassi delle sale cinematografiche fermando Campbell nella sua scalata a status di star e ridimensionando le ambizioni del regista, ma nel tempo, grazie all'home video, ai cospicui passaggi televisivi e alle ri-distribuzioni delle varie versioni, diventa un cult tanto quanto i due capitoli precedenti.
Nei 20 anni di pausa tra un film e l’altro, dove in questo periodo la trilogia ha sviluppato un grande successo sul mercato DVD, i produttori hanno accarezzato più volte l’idea di un quarto film diretto da Raimi e anche di uno spin off prodotto dalla New Line Cinema che doveva essere il sequel di Freddy vs Jason, e che avrebbe visto Ash Williams combattere contro Freddy Kruger di Nightmare e Jason Voorhees di Venerdì 13, ma alla fine è stato deciso che la saga di Evil Dead dovesse ripartire da zero con un remake del primo film. Le riprese si sono svolte tra l’aprile e il luglio del 2012 in Nuova Zelanda, anche se la storia è ambientata negli USA tra i boschi del Michigan come quella del prototipo, e in linea con i vecchi film la maggior parte degli effetti speciali è stata realizzata dal vivo rinunciando alle moderne tecniche digitali. Terminata la post-produzione, La casa (Evil Dead), diretto dal giovane esordiente Fede Álvarez e prodotto dai cineasti del film originale Sam Raimi, Robert Tapert e Bruce Campbell per Ghost House Pictures e Sony Pictures Entertainment, è uscito nelle sale cinematografiche statunitensi il 12 aprile 2013. Raimi e i suoi partner, dopo avere individuato in Alvarez la persona giusta cui affidare la regia, hanno supervisionato artisticamente gran parte dell’operazione, a cominciare dalle fasi iniziali di script e casting, scegliendo come interpreti principali Jane Levy, Shiloh Fernandez, Lou Taylor Pucci, Elizabeth Blackmore e Jessica Lucas, mentre la sceneggiatura, firmata dal regista e da Rodo Sayagues, e basata in gran parte su quella del film di Raimi, ne ricrea in epoca diversa la stessa ambientazione e i toni cupi, ma ribalta la figura del protagonista, non più Ash, un uomo che diventa eroe a suo malgrado, ma una giovane donna combattiva di nome Mia con gravi problemi di dipendenza e reduce da forti conflitti famigliari interpretata dalla Levy. Campbell, oltre a produrre il film, appare a sorpresa in un cameo (nel ruolo di Ash) alla fine dei titoli di coda, e la sceneggiatrice premio Oscar Diablo Cody, ha collaborato alle fasi finali dello script senza essere accreditata nei titoli. La pellicola, diventa il più grande successo del franchise, incassando a livello mondiale quasi 100.000.000 di dollari a fronte di un budget di 17.000.000. Sul territorio italiano, La casa viene distribuito nelle sale cinematografiche il 9 maggio 2013 dalla Warner Bros. Italia.
Il successo commerciale del remake spinge Raimi, Campbell e Tapert a investire nuovamente sulla saga, ma questa volta per accontentare gli ammiratori della trilogia originale e il fandom di Bruce Campbell, decidono di dare un seguito alla storia principale interrotta nel 1992. Dopo aver ripensato nuovamente a un quarto film di Sam Raimi incentrato su Ash Williams che avrebbe dovuto intitolarsi Army of Darkness II o Evil Dead IV, e ad un nuovo film diretto da Fede Alvarez con protagonisti Ash e Mia (l’eroina interpretata da Jane Levy), che avrebbe fatto da sequel sia agli eventi della trilogia che a quelli del remake, i tre produttori si rendono conto che ormai i tempi sono maturi per rilanciare il personaggio di Ash attraverso il mezzo televisivo, sfruttando anche la popolarità che Campbell aveva raggiunto in quel periodo con la serie Burn Notice - Duro a morire. In questo modo, nel 2015, prende vita la produzione che darà all'attore il più grande successo personale della sua carriera: la serie televisiva Ash vs Evil Dead, creata dallo stesso Sam Raimi insieme al fratello Ivan e a Tom Spezialy, prodotta nell’arco di tre stagioni dalla rete Starz, e per questioni di budget girata in Nuova Zelanda ma ambientata in America come il remake del 2013. La serie è a tutti gli effetti il sequel TV dei tre film di Sam Raimi, e racconta di come Ash, ormai un invecchiato e disilluso commesso di supermercato ridottosi a vivere in una roulotte, risvegli di nuovo stupidamente le forze del male con il libro che lo aveva già inguaiato 30 anni prima, tornando a essere, suo malgrado, l'eroe cacciatore di demoni che era un tempo. Lo stile narrativo non è cupo come il film originale ma è quello grottesco e semi-comico del secondo e del terzo capitolo, con Campbell che regala ai suoi fan (e a un nuovo pubblico) risate e divertimento a non finire nonostante le scene gore siano raccapriccianti, ma proprio grazie a questa miscela di elementi la serie diventa subito un cult, tanto che la produzione della seconda stagione verrà annunciata addirittura tre giorni prima che il pilota venga mandato in onda. I co-protagonisti sono i giovani Dana DeLorenzo e Ray Santiago, che interpretano i protégé di Ash, Kelly e Pablo, e la veterana Lucy Lawless, nel ruolo di una strega immortale che nell'arco delle tre stagioni si alleerà o combatterà con il protagonista. Raimi firma anche la regia del bellissimo episodio pilota, trasmesso il 31 ottobre 2015, con il premio Oscar Bob Murawski al montaggio, e nei quattro anni di messa in onda della serie verranno effettuate altre felici scelte di casting: Mimi Rogers, Lee Majors (nel ruolo del padre di Ash), più alcuni attori apparsi nella trilogia come Ellen Sandweiss e Ted Raimi, che torneranno nei loro vecchi (ma anche in nuovi) ruoli. Tra la seconda e la terza stagione verrà prodotta anche una miniserie extra composta da cortometraggi comici ed autoconclusivi, che sarà mandata in onda a scopi promozionali e che vedrà Bruce Campbell e gli altri membri del cast coinvolti in situazioni demenziali come quando Ash si candida da presidente degli Stati Uniti. La serie si concluderà nella primavera del 2018 al termine della terza stagione, dopo 30 episodi e una dozzina di corti, a causa di un calo di ascolti delle ultime puntate, della piaga della pirateria (con The Walking Dead è la serie TV più scaricata illegalmente da internet), e per volontà dello stesso Campbell di non continuare perché ormai non più in grado fisicamente di reggere un programma di riprese così serrato con troppe scene d’azione. La sera prima della messa in onda del finale, l'attore ringrazierà pubblicamente su Twitter i suoi fan, Raimi, Tapert e il canale Starz per l'esperienza più bella della sua vita professionale, annunciando l'addio definitivo al personaggio. In Italia, Ash vs Evil Dead approderà nel 2016 sulla piattaforma Infinity TV, e due anni più tardi verrà riproposto da Netflix.
Nel 1984 esce il videogioco The Evil Dead, tie-in del film per Commodore 64, ZX Spectrum e BBC Micro, mentre dai primi anni 90 si sviluppa un merchandising sulla saga composto principalmente da fumetti e altri videogiochi, ma anche da modellini, gadget, capi di abbigliamento e giochi di ruolo. La narrazione dei video games e dei comics sviluppatasi nel tempo, è stata incentrata quasi esclusivamente sul personaggio di Ash Williams (sempre rappresentato con le fattezze di Bruce Campbell), riproponendo ed estendendo le gesta dell’eroe viste nei tre film e nella serie televisiva ma creando anche seguiti, prologhi, segmenti o finali alternativi mai visti sullo schermo, e crossover con altre saghe importanti, costruendo così una sorta di universo espanso di Evil Dead e contribuendo a rendere il suo protagonista un’icona cult. Dall’84 al 2022, sono stati realizzati una dozzina di videogiochi, in molti dei quali lo stesso Campbell ha lavorato come doppiatore prestando la propria voce ad Ash, tra cui: Evil Dead: Hail to the King (2000), Evil Dead: A Fistful of Boomstick (2003) e Evil Dead: Regeneration (2005), sviluppati per le console Playstation, Sega Dreamcast e XBox. Ash, è stato anche inserito come personaggio giocabile in altri video games di successo come Deploy and Destroy, Broforce, e nel 2019 in Dead by Daylight, dove è stato ancora doppiato dall’attore nonostante il suo ritiro dal personaggio annunciato l’anno precedente alla conclusione della serie TV. Nel 2022 Bruce Campbell ha prodotto insieme a Sam Raimi Evil Dead: The Game, considerato tra i videogiochi sulla saga il più profittevole (500.000 copie vendute in soli cinque giorni) e anche il più esauriente (ripercorre gli eventi dei tre film, della serie e addirittura del remake), in cui l’attore, ha nuovamente ridato la voce ad Ash (il personaggio è giocabile nelle diverse fasce di età che Campbell aveva nei vari film) e ha anche lavorato al lancio pubblicitario del gioco, distribuito su Playstation 4, Xbox One, Windows e Nintendo Switch con periodici aggiornamenti extra. 
Molte case editrici importanti come Marvel, Dark Horse Comics e Dynamite Entertainment, hanno realizzato serie e miniserie a fumetti dedicate al personaggio di Ash nello specifico, dividendosi i brand dei vari titoli per questioni di diritti, dato che ogni film del franchise è stato prodotto da società di produzione diverse. La prima miniserie, scritta e disegnata da John Bolton, composta da tre numeri e intitolata Army of Darkness, è l’adattamento a fumetti del terzo film, ed è stata pubblicata da Dark Horse Comics nel novembre del 1992, pochi mesi prima del lancio della pellicola nelle sale. Dai primi anni 2000, ne sono uscite tante altre, come Army of Darkness: Ashes to ashes (la serie più longeva e di successo edita da Dynamite Entertainment) o The Evil Dead, l’adattamento a fumetti del film originale scritto da Mark Verheiden (futuro showrunner della terza stagione di Ash vs Evil Dead) e nuovamente disegnato da John Bolton. Visto il successo di questi titoli, sono stati pubblicati anche diversi crossover con altri personaggi conosciuti, quasi sempre con la presentazione "vs", come Darkman vs Army of Darkness, dove Ash si scontra con l’altro personaggio famoso creato da Sam Raimi per un film, Marvel Zombies vs The Army of Darkness, pubblicato dalla Marvel, e Freddy vs Jason vs Ash, basato sullo script del film mai realizzato in cui Ash deve combattere contro Freddy Krueger e Jason Voorhees. Molto interessanti altre due miniserie, la prima, Army of Darkness: Ash saves Obama, uscita nel 2009 e composta da 4 numeri, dove l’eroe difende nientemeno che il presidente USA Barack Obama, e la seconda, editata nel 2019 e intitolata Army of Darkness/Bubba ho-Tep, che vede alleati i due personaggi più popolari interpretati nel cinema da Bruce Campbell: Ash Williams e l’Elvis Presley del film Bubba Ho-Tep. Nel 2015 la Space Goat Productions ha acquisito i diritti per la produzione di fumetti legati ai primi due film del franchise da noi intitolati La casa e La casa 2, mentre il brand per i comics legato agli eventi del terzo film della saga, L'armata delle tenebre, è rimasto di proprietà della Dynamite Entertainment.
Nei primi anni 2000, il musicista e commediografo canadese George Reinblatt, ha acquisito i diritti per realizzare un musical teatrale tratto dal film e intitolato Evil Dead The Musical. Con l'approvazione di Sam Raimi e di Bruce Campbell, lo spettacolo è stato messo in scena per la prima volta a Toronto nell'agosto 2003 come “workshop” e con un cast composto esclusivamente da attori canadesi. Lo stesso team, ha ripreso il musical per altre 3 settimane nell’ottobre dello stesso anno facendolo diventare un successo a livello locale per poi approdare a Montreal nel 2004. Dopo essere stato rappresentato a New York nel 2006 all’interno del circuito off-Broadway, lo spettacolo teatrale ha accresciuto la sua fama, continuando ad essere rappresentato in Nordamerica fino ad oggi e approdando anche in altri paesi anglofoni, in Spagna, in Giappone e in Corea del Sud. Evil Dead The Musical, che si divide in due atti, a livello di trama riprende i fatti principali dei primi due film semplificandoli, e concedendosi diverse libertà creative per esigenze di palcoscenico.
Per l’aprile 2023 è stata annunciata l’uscita nelle sale di La casa - Il risveglio del male, quinto film, nonché settima produzione del franchise. Scritto e diretto da Lee Cronin, girato in Nuova Zelanda ma ambientato negli Stati Uniti come il remake del 2013 e la serie televisiva, il film, è un reboot della saga non in continuità con i capitoli precedenti, per la prima volta senza la presenza di Ash Williams e con protagoniste due giovani donne interpretate da Alyssa Sutherland e Lily Sullivan. Ambientato in un grattacelo di Los Angeles al posto di una baita sperduta nei boschi, il film racconta di due sorelle che si ritrovano ad affrontare il male scatenato dal libro dei morti, all’interno del palazzo fatiscente in cui sono rinchiuse con la loro famiglia. La pellicola, che in origine era stata concepita per uscire direttamente in streaming su HBO Max, è prodotta come sempre da Robert Tapert per Renaissance Pictures, New Line Cinema (le società che rispettivamente avevano prodotto e distribuito l’originale) e Warner Bros., con Sam Raimi e Bruce Campbell che hanno lavorato al film nelle vesti di produttori esecutivi.